# Signe Frederiksen
Signe Frederiksen ( 1942 - ) es un botánico y taxónomo danés.
Es investigador en Biología Evolucionaria y profesor del "Laboratorio Bolanisk, Universidad Kebenhavns, Gothersgade, Dinamarca.
Se ha especializado en taxonomía teórica y en evolución, filogenia y sistemática de las monocotiledóneas especialmente Orchidaceae. Realiza estudios morfológicos y anatómicos en combinación con análisis cladístico a fin de dilucidar historias evolucionarias. Realiza tales estudios sobre la base de la colección de orquídeas vivas del Jardín botánico.

## Algunas publicaciones
- f.n. Rasmussen, s. Frederiksen, b. Johansen, l.b. Jøregensen, g. Petersen, o. Seberg. 2006. Fleshy fruits in liliiflorous monocots. Aliso 22 : 4135-4147
- 1971. The flora of some nunataks in Frederikshåb district, West Greenland. Volumen 66 de Botanisk Tidsskrift. 9 pp.

### Libros
- 1999. A taxonomic revision of the genus Hystrix Moench. Ed. The Royal Veterinary and Agricultural University. 25 pp.
- 1999. Synthesis of bicyclic alkaloids from the iridoid antirrhinoside. Tesis presentada en el cumplimiento parcial del doctorado. Ed. Department of Organic Chemistry, Technical University of Denmark. 127 pp.
- 1998. Taxonomy and phylogeny in some perennial genera of the Triticeae. Volumen 125 de Acta Universitatis Agriculturae Sueciae: Agraria. Ed. Swedish University of Agricultural Sci. 56 pp. ISBN 9157654603
- claus Baden, signe Frederiksen, ole Seberg. 1997. A taxonomic revision of the genus Hystrix (Triticeae, Poaceae). 20 pp.
- signe Frederiksen, finn n. Rasmussen, ole Seberg. 1997. De højere planters evolution og klassifikation (La planta superior la evolución y clasificación). Ed. Gads Forlag. 328 pp. ISBN 8712030872
- 1986. Kormofyternes udvikling. 94 pp.

- La abreviatura «Fred.» se emplea para indicar a Signe Frederiksen como autoridad en la descripción y clasificación científica de los vegetales.[2]